# Marthana cornifer
Marthana cornifer is een hooiwagen uit de familie Sclerosomatidae.